# Далляр
Далля́р (азерб. Dəllər) — посёлок городского типа в Шамкирском районе Азербайджана. Статус посёлка городского типа — с 1973 года.
Далляр расположен на Гянджа-Газахской равнине, в 4 км к северу от районного центра, города Шамкир. В посёлке расположена одноимённая железнодорожная станция (на линии Баку — Тбилиси).
По состоянию на 1979 год, в посёлке действовал асфальтовый завод, комбинат по производству строительных материалов, детский сад, средняя и восьмилетняя школы, библиотека, клуб, киноустановка, медпункт и узел связи.

## Население
| 1979 | 1989 | 2011 | 2012 |
| ---- | ---- | ---- | ---- |
| 3650 | 3650 | 4700 | 4859 |